# ZIS-5
Der Lkw ZIS-5 (russisch ЗИС-5 SIS-5) ist ein sowjetischer Lkw, der ab 1933 zuerst im Sawod imeni Stalina (SIS) gebaut wurde. Das Fahrzeug war einer der am meisten produzierten Lastwagen in der Sowjetunion der 1930er- bis 1950er-Jahre. Während der 25 Jahre andauernden Serienfertigung wurden in verschiedenen Fabriken insgesamt fast eine Million Stück hergestellt. 1947 gab es zum Ende der Produktion in Moskau eine Version mit überarbeitetem Motor, die als ZIS-50 bezeichnet wurde. Auch eine dreiachsige Variante wurde produziert, der ZIS-6. Nahezu baugleiche Lastkraftwagen wurden, da in anderen Werken als dem ZIS-Stammsitz in Moskau hergestellt, auch als UralZIS-5 und UralZIS-355 bezeichnet.

## Geschichte
Im Sommer 1933 wurden als Nachfolger für den veralteten AMO-2- und AMO-3-Lastwagen die ersten Prototypen des ZIS-5 im Moskauer ZIS-Werk hergestellt. Relativ schnell, nämlich schon ab dem 1. Oktober 1933, wurde der LKW in Serie gefertigt. Ab 1934 wurden die ersten Modelle in die Türkei exportiert. Der ZIS-5 war damit der erste LKW aus Eigenproduktion, den die Sowjetunion in andere Länder verkaufte. Hauptabnehmer war allerdings die Rote Armee. Mit dem 20. Juni 1941 befanden sich bereits über 100.000 Stück in ihrem Bestand.

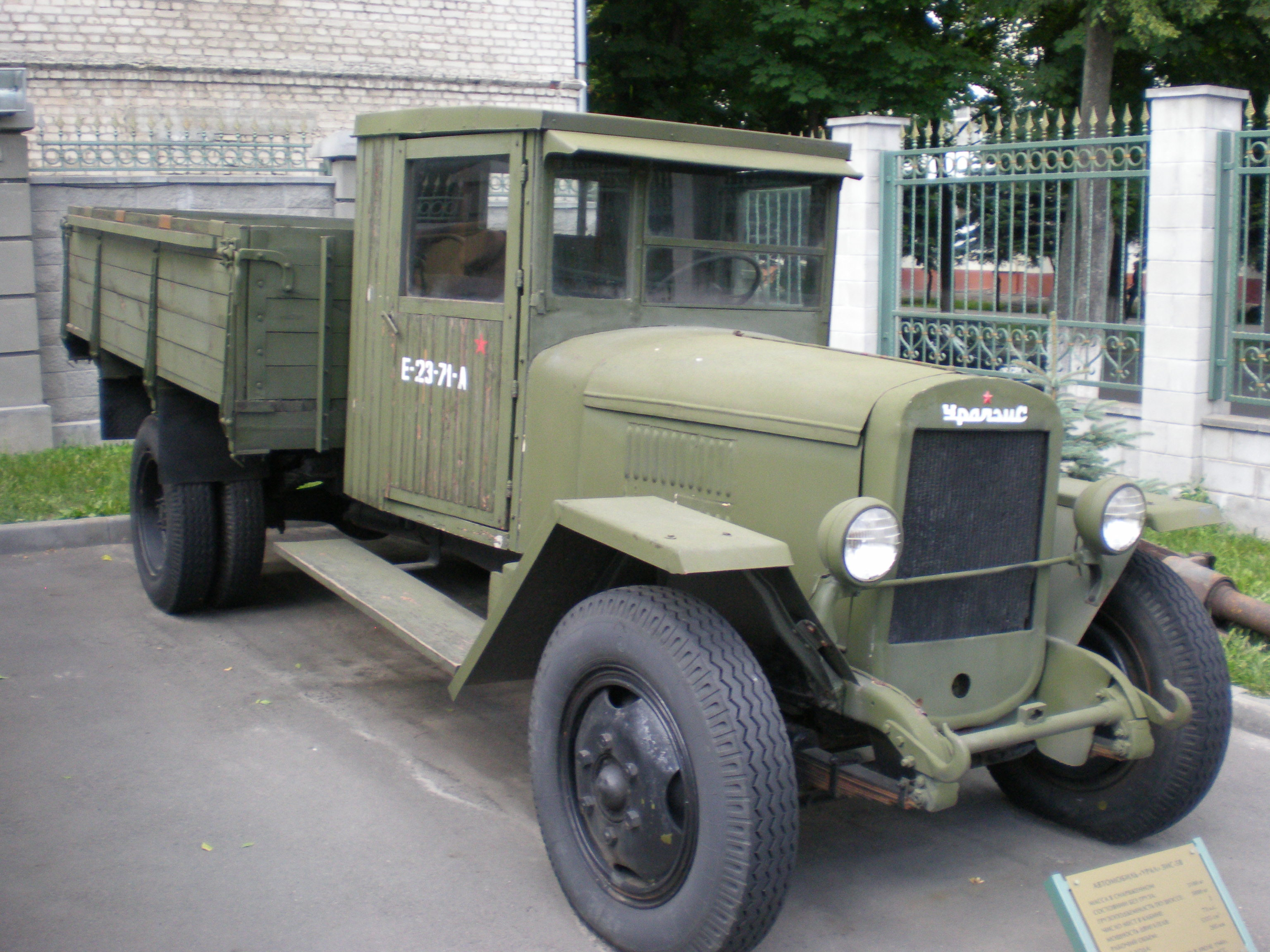
UralZIS-5 mit Holzkabine und vereinfachten Kotflügeln

Im Herbst 1941 wurde die Produktion in Moskau gestoppt und kriegsbedingt in den Ural verlagert. Ab dem Februar 1942 bis 1944 wurde der LKW im Uljanowski Awtomobilny Sawod, damals UAZZIS, gefertigt. Ab dem 8. Juli 1944 fertigte auch UralZIS den LKW unter der Bezeichnung UralZIS-5. Das Moskauer ZIS-Werk nahm die Produktion jedoch schon im April 1942 wieder auf. Hier wurde der ZIS-5 noch bis 1948 gebaut.
Produktionszahlen
- Im Moskauer ZIS-Werk: ca. 700.000 Exemplare von 1933 bis 1948 (mit Unterbrechung von Herbst 1941 bis April 1942)
- Bei UAZZIS in Uljanowsk: ca. 6.500 Exemplare
- Bei UralZIS: ca. 200.000 Exemplare (bis 1955)

Insgesamt wurden fast 920.000 ZIS-5 hergestellt.
Im Laufe der Produktionsgeschichte von 15 Jahren wurden am ZIS-5 immer wieder Modifikationen vorgenommen. So wurden kriegsbedingt die LKWs ab dem Jahr 1941 vereinfacht. Viele Teile wurden auf Grund von Materialknappheit im Metallbereich aus Holz gebaut, Sitze, Fahrerkabinen und Türen zum Beispiel. Die Stoßstangen wurden komplett weggelassen, Kotflügel stark vereinfacht, teilweise auch der rechte Scheinwerfer eingespart. Die Fahrzeuge wurden als ZIS-5W bezeichnet (russisch ЗИС-5В), wobei das W für Krieg steht, russisch Война. Diese Änderungen wurden nach dem Kriegsende nur bedingt rückgängig gemacht. Trotzdem war der Lastwagen für seine Zuverlässigkeit und einfache Konstruktion geschätzt.
Im Jahr 1955 machte das UralZIS-Werk, das den UralZIS-5 noch immer produzierte, die durch den Krieg und die Materialknappheit bedingten Änderungen rückgängig. Das so wieder mit runden Kotflügeln und Stahlblechkabine ausgelieferte Fahrzeug erhielt die Bezeichnung UralZIS-355 und wurde bis 1957 produziert. 1958 ging dessen Nachfolger in Produktion, der völlig überarbeitete UralZIS-355M.

## Modellvarianten
- ZIS-5: Grundversion
- ZIS-6: Dreiachser

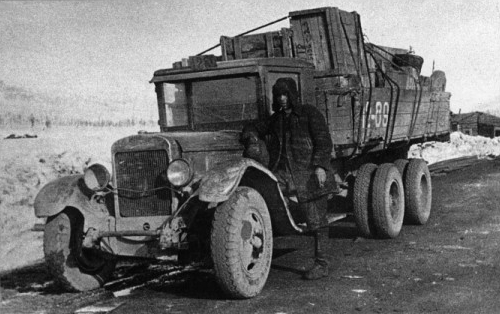
Dreiachsiger ZIS-6

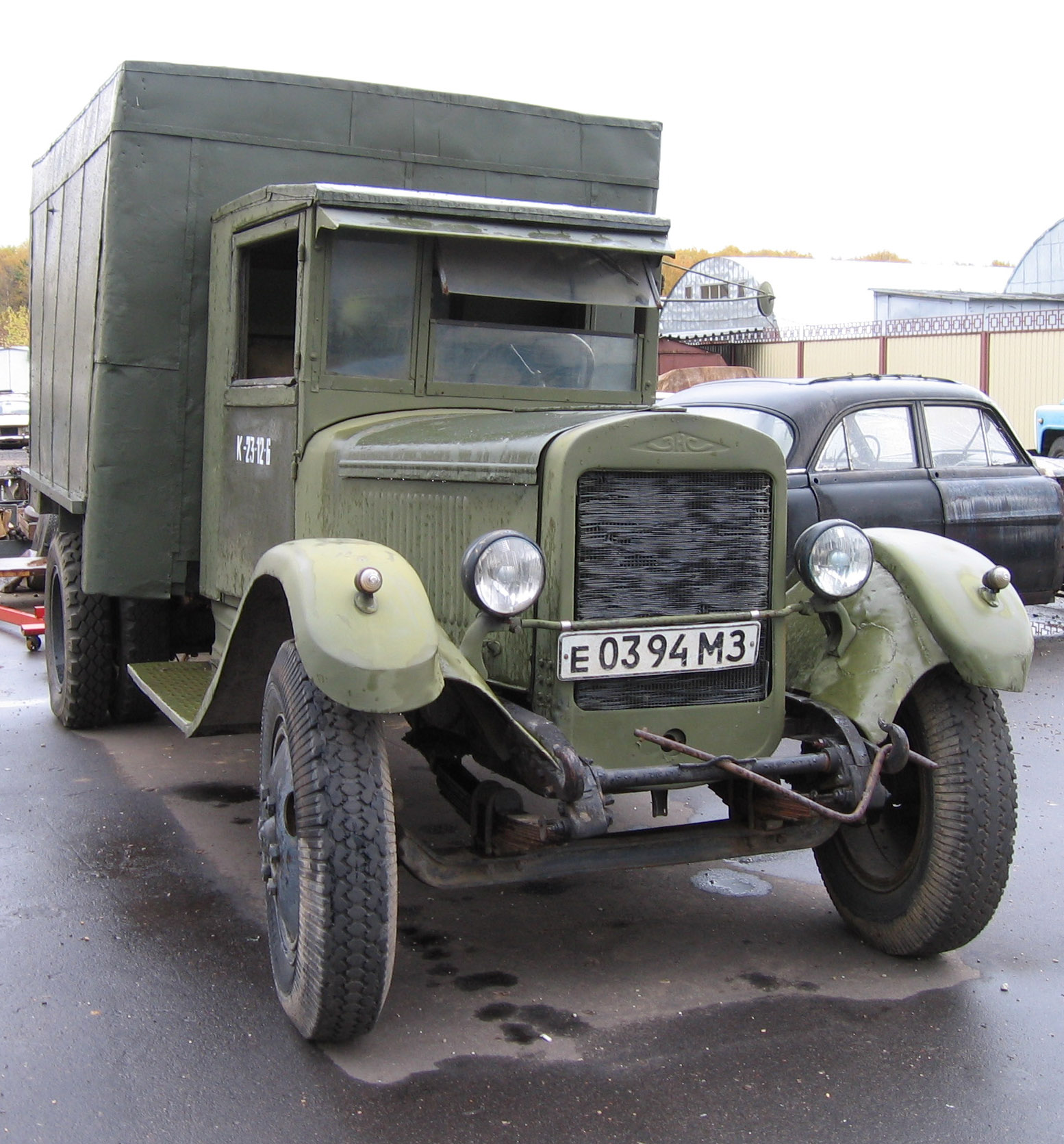
ZIS-5 mit Kofferaufbau, noch mit runden Kotflügeln (Vorkriegsmodell)

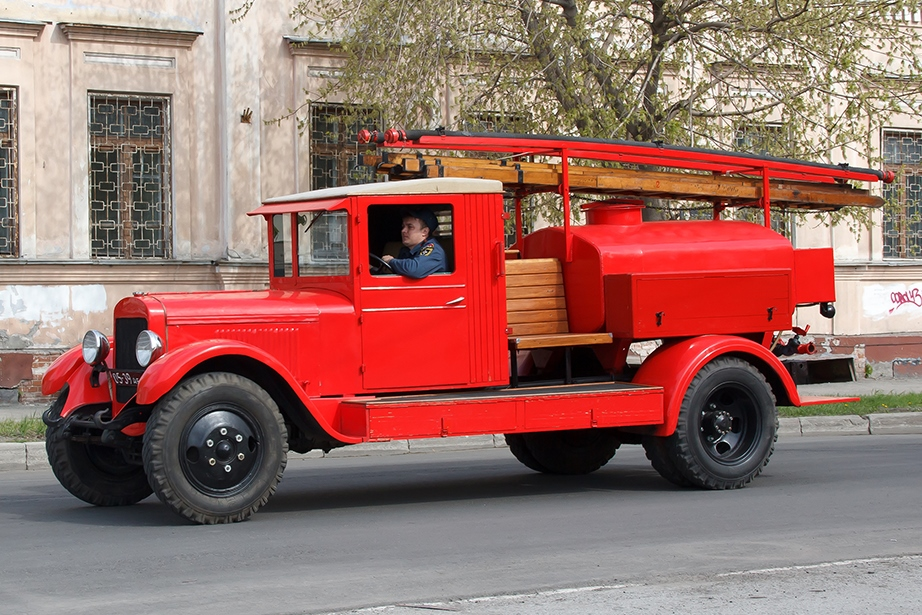
Feuerwehrfahrzeug auf Basis des ZIS-5 (2016)

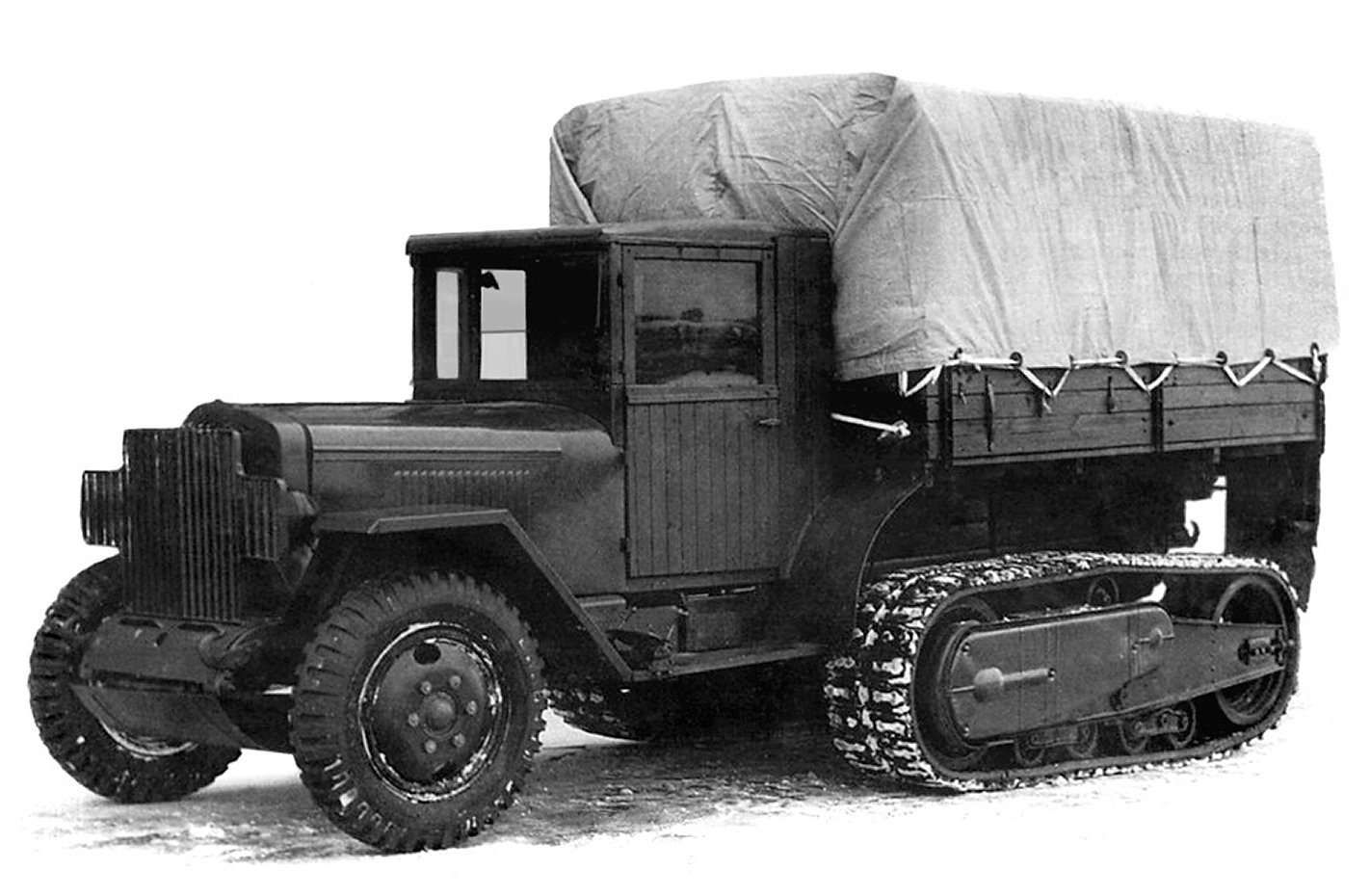
ZIS-42-Halbkettenfahrzeug bei einer Probefahrt im April 1942

- ZIS-10: Sattelzugmaschine auf ZIS-5-Basis*
- ZIS-11: Version mit verlängertem Radstand, produziert 1934–1941 (selten gebaut)
- ZIS-12: ebenfalls verlängerter Radstand (1934–1938 (?))
- ZIS-13: Holzvergaservariante des ZIS-11 (1936–1938)*
- ZIS-14: ebenfalls eine Version mit verlängertem Radstand*
- ZIS-15 und ZIS-17: Prototypen eines Nachfolgers des ZIS-5, kriegsbedingt nicht in Serie gegangen*
- ZIS-16: Bus auf Basis des Fahrgestells vom ZIS-5
- ZIS-18: Holzvergaservariante des ZIS-15*
- ZIS-21 und ZIS-21A: in Serie produzierte Holzvergaservarianten mit einem Marktanteil von etwa 9 %
- ZIS-22: Halbkettenfahrzeug (1938–1941 gebaut)*
- ZIS-23: Dreiachsvariante des ZIS-15*
- ZIS-24: Offroad-Variante des ZIS-15*
- ZIS-26: Sattelzugmaschine auf Basis des ZIS-15*
- ZIS-30: Holzvergaservariante des ZIS-5 (1941)*
- ZIS-31: Holzvergaser ähnlich ZIS-21*
- ZIS-32: Allradvariante ZIS-5*
- ZIS-33: Halbkettenfahrzeug auf Basis des ZIS-5 (1940)*
- ZIS-35Sh: Halbkettenfahrzeug*
- ZIS-36: dreiachsige Version mit Allradantrieb, Prototyp (nach 1936)*
- ZIS-41: Holzgasvariante des ZIS-5*
- ZIS-42: Halbkettenfahrzeug, in Serie produziert (1942–1944)
- ZIS-44: Ambulanzfahrzeug für den Einsatz im Zweiten Weltkrieg
- ZIS-50: ZIS-5 mit überarbeitetem Motor, späte 1940er-Jahre

Alle Versionen die mit * markiert sind, waren Prototypen oder sind sehr selten gebaut worden. Da es in den 1930er-Jahren im Norden der Sowjetunion Probleme mit der Treibstoffversorgung gab, waren Holzvergaser eine gute Alternative zum Benzinantrieb.

## Technische Daten
Alle Daten gelten für die Grundversion ZIS-5.
Gewichte und Abmessungen
- Länge: 6060 mm
- Breite: 2235 mm
- Höhe: 2160 mm (Höhe der Kabine)
- Radstand: 3810 mm
- Wendekreisradius: 8900 mm (gemessen am vorderen Kotflügel)
- Bodenfreiheit: 250 mm (an der Hinterachse)
- Spurweite vorne: 1545 mm
- Spurweite hinten: 1675 mm
- Leergewicht: 3000 kg
- Nutzlast: 3100 kg
- Zulässiges Gesamtgewicht: 6100 kg

Antriebsdaten
- Motortyp: ZIS-5
- Motor: Ottomotor, 6 Zylinder in Reihe
- Leistung: 54–62,5 kW (73–85 PS, je nach Baujahr)
- Hubraum: 5555 cm³
- Verdichtung: 4,6:1 (später auch 5,3:1 und 5,7:1)
- Höchstgeschwindigkeit: 60 km/h
- Tankinhalt: 60 l, Tank unter dem Fahrersitz
- Verbrauch: 34 l/100 km
- Antriebsformel: (4×2)
- Getriebe: 4 Vorwärtsgänge und ein Rückwärtsgang, alle unsynchronisiert
- Kupplung: 2-Scheiben, trocken

Das Fahrzeug war an Vorder- und Hinterachse blattgefedert. In zeitgenössischen Quellen wird vermutet, dass die Motorleistung in den 1930er Jahren unter den angegebenen 73 PS lag und eher 67 bis 68 PS betrug.
In den 1950er-Jahren wurde die Höchstgeschwindigkeit auf 70 km/h gesteigert. Eine umfassende Wartung des Fahrzeugs musste ungefähr alle 1.200 km durchgeführt werden. Nach dieser Distanz war auch ein Ölwechsel vorgeschrieben. Eine Generalreparatur wurde – je nach Straßenzustand – alle 50.000 bis 85.000 km vorgenommen.
Der Motor des ZIS-5 wurde baugleich als Zulieferteil im deutlich schwereren Lastwagen JaG-6 verwendet.